# 米雷 (曼恩-卢瓦尔省)
米雷（法語：Miré，法語發音：[miʁe] ⓘ）是法国曼恩-卢瓦尔省的一个市镇，属于瑟格雷区。

## 地理
米雷（47°45'29"N, 0°29'32"W）面积17.73 平方千米，位于法国卢瓦尔河地区大区曼恩-卢瓦尔省，该省份为法国西部内陆省份，大致对应安茹地区，北起顺时针与马耶讷省、萨尔特省、安德尔-卢瓦尔省、维埃纳省、德塞夫勒省、旺代省、大西洋卢瓦尔省和伊勒-维莱讷省接壤。
与米雷接壤的市镇（或旧市镇、城区）包括：圣但尼当茹、比耶内莱维拉日、莱欧当茹。

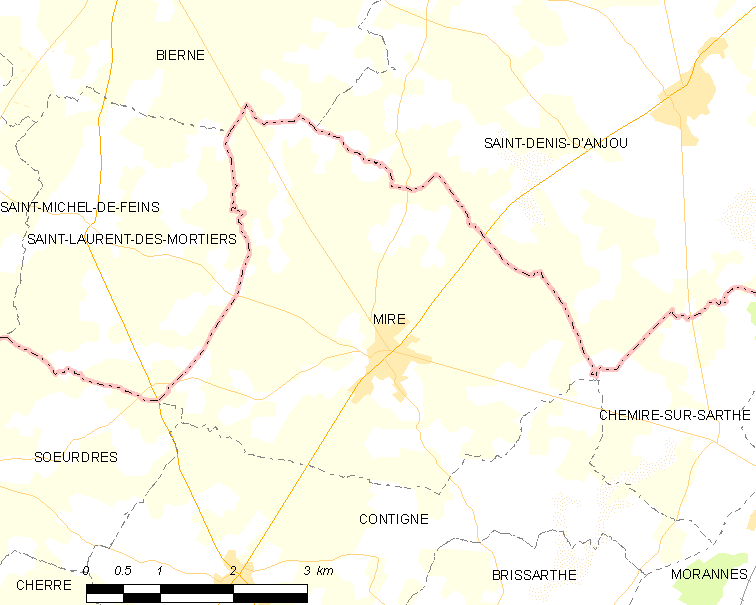
的OSM定位图

米雷的时区为UTC+01:00、UTC+02:00（夏令时）。

## 行政
米雷的邮政编码为49330，INSEE市镇编码为49205。

## 政治
米雷所属的省级选区为蒂耶尔塞县。

## 人口

1962-2008年间人口变化图示

米雷于2022年1月1日时的人口数量为1050人。